# چاقوی ضامن‌دار (فیلم)
چاقوی ضامن‌دار (به انگلیسی: Jacknife) فیلمی محصول سال ۱۹۸۹ به کارگردانی دیوید جونز است. در این فیلم بازیگرانی همچون رابرت دنیرو، اد هریس، کتی بیکر، ایوار بروگر، جوردن لوند، تام راک، چارلز اس. داتون، بروس رمزی، جسلین گیلسیگ و جاش پایس ایفای نقش کرده‌اند.